# 23818 Matthewlepow
23818 Matthewlepow è un asteroide della fascia principale. Scoperto nel 1998, presenta un'orbita caratterizzata da un semiasse maggiore pari a 2,7739316 UA e da un'eccentricità di 0,1706308, inclinata di 5,72312° rispetto all'eclittica.